# Rijnfrankisch

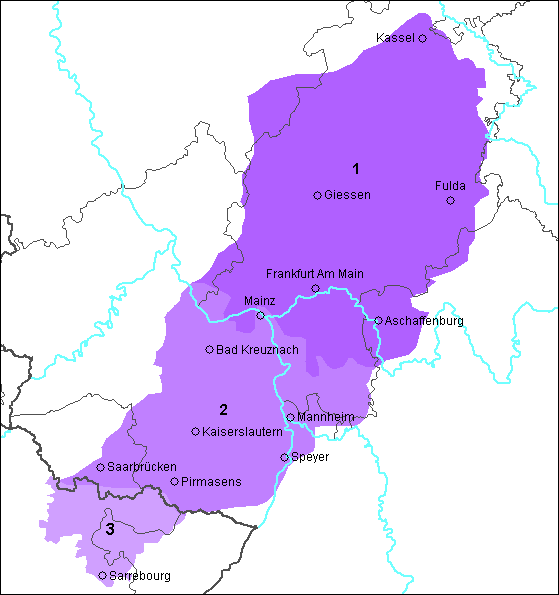
Verspreiding van de Rijnfrankische dialecten in Duitsland en Frankrijk. 1 Hessisch, 2 Paltsisch 3 Francique rhénan

Rijnfrankisch (Duits: Rheinfränkisch) is de verzamelnaam voor een aantal in een van de meest oostelijke delen van Frankrijk en een klein deel van het westen van Duitsland gesproken Frankische dialecten, die als geheel samen met het Middelfrankisch tot het Westmiddelduits (Westmitteldeutsch) gerekend worden.

## Subgroepen
- Paltsisch (in het Palts-gebied in Rijnland-Palts)
  - West-Paltsisch (Rijnland-Palts en Saarland)
  - Voor-Paltsisch (Rijnland-Palts en Frankrijk)
  - Keur-Paltsisch (Baden-Württemberg)
- Pennsylvania-Duits
- Hessisch (Hessen: Noord-en Oosthessen (rondom Kassel, Bad Hersfeld en Fulda), Zuid- en Oosthessen, Noordrijn-Westfalen (Wittgenstein), Rijn-Hessen in Rijnland-Palts en Beieren (westelijk Neder-Franken)
  - Noord-Hessisch (Hessen en Thüringen)
  - Oost-Hessisch
  - Middel-Hessisch

Deze dialecten worden van het Moezelfrankisch gescheiden door een isoglosse, de zogeheten Sankt Goarer-linie, ook wel bekend als de "das/dat"-lijn. Deze isoglosse loopt over Simmern/Hunsrück, Sankt Goar, Limburg an der Lahn en Dillenburg. In het noorden worden de dialecten gesproken tot aan de Benrather linie ten noorden van Kassel en grenzen daar aan het Nederduits. De Rijnfrankische dialecten worden verder door de Spierse linie gescheiden van het Oostfrankisch, Zuid-Frankisch en Alemannisch (deze laatste isoglosse loopt over Wissembourg, Wörth am Rhein, Speyer, Sinsheim, Eberbach, Mudau en Wertheim).